# 鶴岡市小真木原陸上競技場
鶴岡市小真木原陸上競技場（つるおかし こまぎはらりくじょうきょうぎじょう）は、山形県鶴岡市の小真木原公園内にある陸上競技場。球技場としても使用される。NPO法人鶴岡市スポーツ協会が指定管理者を受託する。

## 歴史
1990年開場。1992年の国民体育大会（べにばな国体）秋季大会ではサッカーの試合会場として使用された。
1994年以降はNEC山形サッカー部（現モンテディオ山形）が年間3,4試合程度JFL公式戦を開催していた。NEC山形はその後モンテディオに改組し、Jリーグ ディビジョン2 (J2) に参加したが、小真木原競技場の収容人員は7,000人で照明設備もなく、J2開催基準となる収容人員10,000人を充足しない事から、2001年11月3日のモンテディオ対大宮アルディージャ戦を最後にJリーグ公式戦は行われていない。現在、モンテディオは庄内サッカースクールの活動場所で使用している。
陸上競技では鶴岡市の記録会や田川地区の予選が開催されている。

## 施設概要
- 日本陸上競技連盟第2種公認
- トラック：400m×8レーン（全天候型トラック）
- 収容人員：7,000人（メインスタンド：2,500人（座席）、芝生スタンド：4,500人）
- 照明設備：なし

## 公園内その他の施設
- 鶴岡市小真木原野球場（鶴岡ドリームスタジアム）